# Pneumatik
|  | Sammenskrivningsforslag Artiklerne Trykluft, Pneumatik er foreslået sammenskrevet. (Siden juli 2019) Diskutér forslaget |

Pneumatik (af græsk pneumatikós, besjælet, åndelig, af pneûma, luft, vind, ånd) er betegnelsen for brugen af luft under tryk, ofte i stil med brugen af hydraulik. Forskellen på de to er, at hydraulik benytter væske, der stort set ikke kan komprimeres.
- Wikimedia Commons har flere filer relateret til Pneumatik

| Teknik og teknologi | Spire Denne artikel om teknik eller teknologi er en spire som bør udbygges. Du er velkommen til at hjælpe Wikipedia ved at udvide den. |